# Női 10 méteres szinkronugrás a 2017. évi nyári universiadén
A 2017. évi nyári universiadén a műugrás női szinkron 10 méteres versenyszámát augusztus 21-én rendezték a University of Taipei (Tianmu) Shih-hsin Hallban.
A szinkrontoronyugrás fináléja – melyen mindössze hat páros indult – az észak-koreai Kim Gukhjang (Kim Kuk Hyang), Kim Unhjang (Kim Un Hyabg) kettős győzelmével zárult. Az Emily Meaney és Brittany O’Brien összeállítású ausztrál duó a második helyen zárt, míg az orosz Julija Tyihomirova, Julija Tyimosinyina kettős 263,07 ponttal bronzérmesek lettek.

## Versenynaptár
Az időpontok helyi idő szerint olvashatóak (GMT +08:00):
| Dátum                      | Időpont | Forduló |
| -------------------------- | ------- | ------- |
| 2017. augusztus 21., hétfő | 16:15   | Döntő   |

## Eredmény
| # | Ország      | Név                                                       | Pontok |
| - | ----------- | --------------------------------------------------------- | ------ |
|   | Észak-Korea | Kim Gukhjang (Kim Kuk Hyang) / Kim Unhjang (Kim Un Hyabg) | 303,54 |
|   | Ausztrália  | Emily Meaney / Brittany O’Brien                           | 297,84 |
|   | Oroszország | Julija Tyihomirova / Julija Tyimosinyina                  | 263,07 |
| 4 | Japán       | Enomoto Haruka / Kaneto Hana                              | 231,96 |
| 5 | Olaszország | Paola Flaminio / Flavia Pallotta                          | 226,02 |
| 6 | Makaó       | Leong Sut In / Leong Sut Chan                             | 187,74 |